# Karlsruher SC
KSC je njemački nogometni klub iz Karlsruhea. U sezoni 2023./24. igra u 2. Bundesligi.

## Treneri
- Winfried Schäfer (1986. – 1998.)
- Joachim Löw (1999. – 2000.)
- Stefan Kuntz (2000. – 2002.)
- Edmund Becker (2005. – 2009.)

## Hrvatski igrači u Karlsruheu
- Slaven Bilić
- Srećko Bogdan
- Dino Drpić
- Marin Šverko, hrvatski mladi reprezentativac

## Poznati igrači
- Oliver Kahn
- Mehmet Scholl
- Thomas Häßler
- Guido Buchwald
- Michael Sternkopf
- Michael Tarnat
- Milorad Pilipović
- Clemens Fritz
- Srećko Bogdan

## Vanjske poveznice
- ksc.de